# Nationalparken Vatnajökull
Nationalparken Vatnajökull ligger i regionen Suðurland i det sydøstlige Island og omfatter Vatnajökull og omliggende områder og omgrænser 7 kommuner.
Parken har samlet de tidligere nationalparker Skaftafell, Jökulsárgljúfur, Vulkanen Askja bjerget Herðubreið. Parkens samlede areal er på ca. 13.600 km² (13 % af Island) og blev grundlagt den 7. juni 2008.
I den nye store nationalpark er der planlagt besøgsstationer ved Ásbyrgi, ved Mývatn, ved søen Lagarfljót, i Höfn, i Skaftafell og i bygden Kirkjubæjarklaustur.
Nationalparken blev i 2019 udpeget som verdensarvsområde, under navnet Vatnajökull National Park - Dynamic Nature of Fire and Ice